# Mary Kenneth Keller
Mary Kenneth Keller BVM, auch Sister Mary K. Keller (* 17. Dezember 1913 in Cleveland, Ohio; † 10. Januar 1985 in Dubuque, Iowa), war eine US-amerikanische katholische Ordensschwester. Die ersten beiden Doktortitel in Informatik in den USA wurden im Juni 1965 ihr und Irving C. Tang verliehen.

## Leben und Wirken
Geboren als Evelyn Marie Keller, Tochter von John Adam Keller und Catherine Josephine Keller, geborene Sullivan, trat 1932 in den Orden Sisters of Charity of the Blessed Virgin Mary (kurz: ‚Schwestern der Nächstenliebe‘) ein und legte 1940 die Profess ab.
An der DePaul University in Chicago absolvierte sie zunächst ein Mathematikstudium (Bachelor) und erwarb dann an der Fakultät Mathematik/Physik einen Master of Science. Als Doktorandin war sie am Dartmouth College, der Purdue University und der University of Michigan wissenschaftlich tätig. Am Dartmouth College arbeitete Mary Keller als erste Frau im Informatik-Zentrum. 1965 beendete sie an der University of Wisconsin–Madison ihr Ph.D.-Studium. Nach der Promotion gründete Mary Keller an der Clarke University in Dubuque, Iowa, den Lehrstuhl für Informatik und leitete ihn über 20 Jahre hinweg. In ihrem Amt ermunterte sie insbesondere Studentinnen im Umgang mit dem Computer.
Keller wird eine Mitwirkung an der Entwicklung der Programmiersprache BASIC zugeschrieben, vor allem aufgrund eines Fotos, das sie zusammen mit einem Lerncomputer (für welchen allerdings kein BASIC-Dialekt existierte) zeigt, das in den sozialen Medien kursiert. In einem Interview erinnert sich Thomas E. Kurtz, einer der beiden Entwickler von BASIC, allerdings nicht an Keller und schließt ihre Mitwirkung bei der Entwicklung der Programmiersprache aus.

## Dissertation
„Erstmals können wir die Kognition maschinell simulieren“, sagte Mary Keller und gab mit ihrer Dissertation, betitelt Inductive inference on computer generated patterns, 1965 dafür ein Beispiel. Mit einem Computerprogramm erzeugte sie Muster (patterns) – also künstlich produziertes empirisches Material. Mit Hilfe der Induktion (Inductive inference) versuchte dann ihr Fortran-Programm in einem weiteren Schritt die Erkennung des Musters.